# Ștanțare

Maşină de ştanţat cu funcţionare automată

Se numește ștanțare(germană :stanzen) operația mecanică de fasonare la cald sau la rece, fără așchiere, a unor obiecte de aceeași formă, din material cu una sau două dimensiuni mici față de celelalte (tablă, bandă, discuri, sârmă) efectuată prin tăiere cu ajutorul unor ștanțe, sau prin deformare plastică.  Operațiile de ștanțare, executate cu ajutorul ștanțelor, se mai numesc procedee de tăiere, care constituie operații la care o parte din materialul de prelucrat se separă parțial sau total, de cealaltă parte, după un contur închis sau deschis. În concepția actuală, la ștanțe se execută numai operații de tăiere (nu și de deformare plastică), pe când la matrițe se execută măcar o operație de deformare plastică (Braha, V. et al., (2003), op cit.).
Prin procedee de ștanțare se prelucrează semifabricate livrate sub formă de table, benzi, fâșii sau semifabricate individuale. Se prelucrează diferite materiale: table din oțeluri și aliaje neferoase, hârtie, materiale textile, piele (în industria de încălțăminte), celuloid, textolit etc. Ștanțarea se folosește în diferite ramuri industriale, cum sunt: fabricația de automobile, de tractoare, de avioane, industria electrotehnică etc.
Stamparea, spre deosebire de ștanțare, este un procedeu de imprimare pe suprafața unui obiect de metal a unui profil, relief sau desen, prin deformare plastică locală, cu ajutorul unui poanson și al unei matrițe. Prin acest procedeu se execută monede, decorații, medalii, inscripții etc. Așadar, în cazul stampării nu se produce nici o tăiere, ca la ștanțare.

## Clasificarea procedeelor de ștanțare
Principalele operații care se pot realiza prin ștanțare sunt: decuparea, retezarea, secționarea (separarea),  șlituirea, crestarea, perforarea, tunderea marginilor, debavurarea, curățirea pe contur. Se pot prelucra materiale diverse, ca metale, plăci de plastic, hârtie sau carton.
Pentru a realiza  operații de ștanțare se folosesc de la mecanisme simple care se acționează manual până la prese mecanice sau prese hidraulice de mare putere.

## Clasificarea ștanțelor
Ștanțele sunt unelte construite pentru anumite mașini sau grupe de mașini, cu acțiune simplă sau multiplă și sunt utilizate pentru operații de tăiere a produselor din materiale metalice sau nemetalice.
După modul de asociere a operațiilor pe care le execută ștanțele pot fi simple sau combinate. La ștanțele simple, fiecare operație se execută pe câte o ștanță, la fiecare cursă activă a culisoului presei executându-se o singură operație (de exemplu, retezare, decupare, perforare, crestare etc.). La ștanțele combinate, pe aceeași ștanță la o cursă activă a culisoului presei se execută câteva operații sau faze (de exemplu, perforare și decupare). La rândul lor, ștanțele combinate pot fi:
٭simultane, operațiile fiind grupate pe verticală și executate de poansoane coaxiale, semifabricatele rămânând pe loc, la o cursă dublă a culisoului presei rezultând un produs;
٭succesive, operațiile fiind grupate pe orizontală, semifabricatul avansând succesiv cu un pas în dreptul unor poansoane care execută o anumită operație și rezultând la ultimul poanson, la fiecare cursă a culisoului presei, câte un produs finit;
٭simultan-succesive, la care operațiile se execută prin comasarea celor două tipuri de ștanțare combinată.
În funcție de construcția lor, ștanțele pot fi : fără elemente de ghidare sau cu elemente de ghidare. La ștanțele fără elemente de ghidare, poziția relativă a elementelor active este asigurată prin ghidarea elementului mecanismului de acționare a presei pe care este fixată partea mobilă a ștanței. Ștanțele cu ghidare folosesc plăci de ghidare și/sau coloane de ghidare ca elemente care asigură deplasarea relativă precisă a pachetului mobil în timpul prelucrării.
În ultimele decenii au cunoscut un real progres centrele de stanțat CNC. Aceste centre de stanțat au o magazie de scule de regulă cu schimbare automată iar coordonatele la care se execută stantarile sunt precis stabilite prin CNC. Pot fi cu cadru închis (cadru "O") sau cadru deschis (cadru "C"). După tipul magaziei pot fi centre de stanțat cu turelă sau cu magazie liniară. Producători importanți: Trumpf, Amada, Finn Power, Boschert etc.

## Croirea
Prin croire (franceză :mise en bande) se înțelege amplasarea pe table, benzi sau fâșii, în mod judicios, a desfășuratelor ca forme tehnologice determinate în vederea separării lor, astfel încât să rezulte o cantitate minimă  de deșeuri și un coeficient optim de utilizare a materialului.
Debitarea fâșiilor din foile de tablă se face după o croire longitudinală, transversală sau combinată. Se pot utiliza mai multe variante de croire a fâșiilor sau benzilor: cu așezare dreaptă, înclinată, cap la cap, pe mai multe rânduri etc., care se pot folosi cu puntițe intermediare sau fără puntițe, după cum se impun condiții de precizie mai mare sau mai mică la execuția pieselor.

## Evaluare tehnico-economică
Avantajele ștanțării sunt următoarele:
٭precizie mare a dimensiunilor și calitate bună a suprafețelor, ceea ce permite eliminarea unor prelucrări mecanice ulterioare sau reducerea acestora la minim;
٭productivitate ridicată și consum redus de material;
٭posibilitatea mecanizării și automatizării proceselor de ștanțare;
٭calificare redusă a muncitorilor și posibilitatea servirii mai multor locuri de muncă de către un singur muncitor.
Dezavantaje:
٭cost relativ ridicat al ștanțelor.